# 애플비스

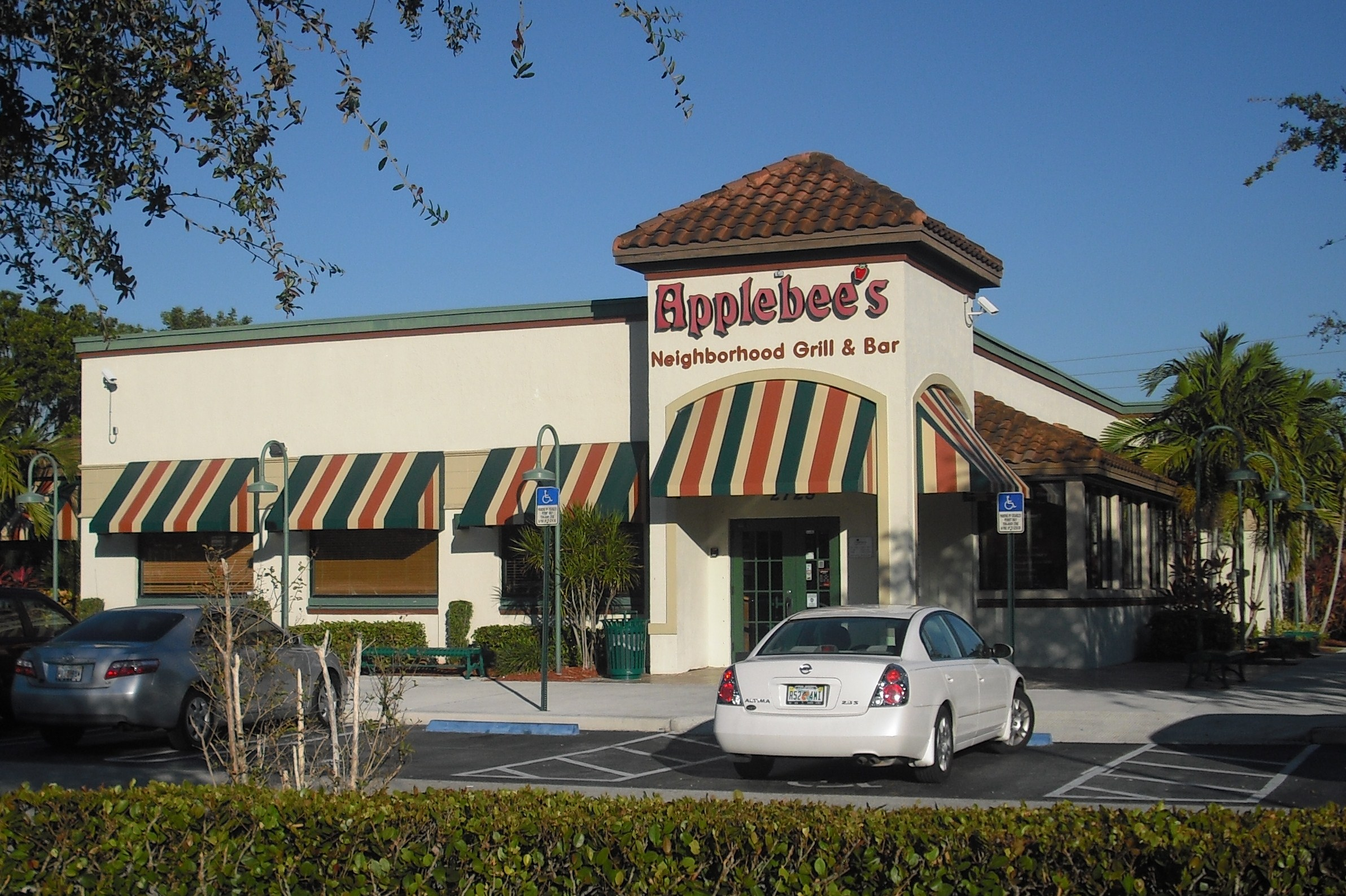
플로리다주에 있는 애플비스

애플비스(Applebee's)는 미국의 캐주얼풍 레스토랑 체인점이다. 1980년 조지아주 애틀랜타에서 설립되었으며, 캘리포니아주 글렌데일에 본사가 위치해 있다. 2022년 기준 미국을 포함한 세계 18개국에 총 2,000여개의 매장을 운영하고 있다.